# Грін (Орегон)
Грін (англ. Green) — переписна місцевість (CDP) в США, в окрузі Дуглас штату Орегон. Населення — 7614 особи (2020).

## Географія
Грін розташований за координатами 43°9′5″ пн. ш. 123°23′15″ зх. д. / 43.15139° пн. ш. 123.38750° зх. д. (43.151399, -123.387402).  За даними Бюро перепису населення США в 2010 році переписна місцевість мала площу 12,14 км², з яких 11,72 км² — суходіл та 0,42 км² — водойми.

## Демографія
Згідно з переписом 2010 року, у переписній місцевості мешкало 7515 осіб у 2796 домогосподарствах у складі 2061 родини. Густота населення становила 619 осіб/км².  Було 2979 помешкань (245/км²).
Расовий склад населення:
| - 93,3 % — білих - 1,8 % — корінних американців - 0,8 % — азіатів - 0,2 % — чорних або афроамериканців - 1,1 % — осіб інших рас |

До двох чи більше рас належало 2,7 %. Частка іспаномовних становила 5,8 % від усіх жителів.
За віковим діапазоном населення розподілялося таким чином: 25,4 % — особи молодші 18 років, 60,0 % — особи у віці 18—64 років, 14,6 % — особи у віці 65 років та старші. Медіана віку мешканця становила 37,1 року. На 100 осіб жіночої статі у переписній місцевості припадало 97,8 чоловіків;  на 100 жінок у віці від 18 років та старших — 93,2 чоловіків також старших 18 років.
Середній дохід на одне домашнє господарство  становив 46 052 долари США (медіана — 41 572), а середній дохід на одну сім'ю — 49 387 доларів (медіана — 43 341). Медіана доходів становила 45 252 долари для чоловіків та 29 835 доларів для жінок. За межею бідності перебувало 17,0 % осіб, у тому числі 16,2 % дітей у віці до 18 років та 9,8 % осіб у віці 65 років та старших.
Цивільне працевлаштоване населення становило 3107 осіб. Основні галузі зайнятості: освіта, охорона здоров'я та соціальна допомога — 23,1 %, виробництво — 15,3 %, роздрібна торгівля — 14,9 %.